# Louis-Joseph Moreault
Louis-Joseph Moreault, né le 4 juillet 1882 à Saint-Octave-de-Métis et mort le 1er janvier 1943 à Rimouski, est un homme politique canadien, député libéral de Rimouski (1923-1936/1939-1944) et maire de Rimouski (1919-1937).

## Biographie
Louis-Joseph Moreault est le fils d'Élisée Moreault, cultivateur et marchand, et de Victoire D'Auteuil. Il épouse Alice Dumont, en octobre 1922. Il fait ses études au séminaire de Rimouski, au Séminaire de Québec et à l'Université Laval à Québec. Il est reçu médecin en 1908 et exerce à Rimouski. 
Reçu médecin en 1908, exerça sa	profession à Rimouski.
Président de la	Société d'agriculture du comté de Rimouski, il est également officier de réserve.
Il devient échevin de Rimouski en 1915, puis maire de la ville de 1919 à 1937. Il fait le saut en politique provinciale en se présentant sous les couleurs du Parti libéral du Québec dans la circonscription de Rimouski à l'occasion des élections générales de 1923. Il est élu sans difficulté (64,53% des suffrages) et réélu à trois reprises avant d'être battu par l'unioniste Alfred Dubé en 1936. Il est à nouveau candidat lors des élections suivantes et retrouve son siège mais il est mort en fonction le 1er janvier 1943, à l'âge de 60 ans et 6 mois. Il est inhumé à Rimouski.

## Résultats électoraux
|                                                                                              | Nom                   | Parti           | Nombre de voix | %      | Maj. |
| -------------------------------------------------------------------------------------------- | --------------------- | --------------- | -------------- | ------ | ---- |
|                                                                                              | Louis-Joseph Moreault | Libéral         | 3 584          | 54,6 % | 690  |
|                                                                                              | Alfred Dubé (sortant) | Union nationale | 2 894          | 44,1 % | -    |
|                                                                                              | Jean-Robert Deschênes | ALN             | 83             | 1,3 %  | -    |
| Total                                                                                        | Total                 | Total           | 6 561          | 100 %  |      |
| Le taux de participation lors de l'élection était de 83,3 % et 32 bulletins ont été rejetés. |                       |                 |                |        |      |

| | Nom                             | Parti           | Nombre de voix | %      | Maj. |
| --------------------------------------------------------------------------------------------------- | ------------------------------- | --------------- | -------------- | ------ | ---- |
| | Alfred Dubé                     | Union nationale | 3 491          | 55,2 % | 652  |
| | Louis-Joseph Moreault (sortant) | Libéral         | 2 839          | 44,8 % | -    |
| Total                                                                                               | Total                           | Total           | 6 330          | 100 %  |      |
| Le taux de participation lors de l'élection était de 51 626,9 % et 7 093 bulletins ont été rejetés. |                                 |                 |                |        |      |

|                                                                                              | Nom                             | Parti   | Nombre de voix | %      | Maj. |
| -------------------------------------------------------------------------------------------- | ------------------------------- | ------- | -------------- | ------ | ---- |
|                                                                                              | Louis-Joseph Moreault (sortant) | Libéral | 3 055          | 53,5 % | 399  |
|                                                                                              | Alfred Dubé                     | ALN     | 2 656          | 46,5 % | -    |
| Total                                                                                        | Total                           | Total   | 5 711          | 100 %  |      |
| Le taux de participation lors de l'élection était de 79,5 % et 14 bulletins ont été rejetés. |                                 |         |                |        |      |

|                                                                                              | Nom                             | Parti        | Nombre de voix | %      | Maj. |
| -------------------------------------------------------------------------------------------- | ------------------------------- | ------------ | -------------- | ------ | ---- |
|                                                                                              | Louis-Joseph Moreault (sortant) | Libéral      | 2 455          | 52,2 % | 211  |
|                                                                                              | Joseph-Alphonse-Elzéar Côté     | Conservateur | 2 244          | 47,8 % | -    |
| Total                                                                                        | Total                           | Total        | 4 699          | 100 %  |      |
| Le taux de participation lors de l'élection était de 87,8 % et 13 bulletins ont été rejetés. |                                 |              |                |        |      |

|                                                                                              | Nom                             | Parti        | Nombre de voix | %     | Maj.  |
| -------------------------------------------------------------------------------------------- | ------------------------------- | ------------ | -------------- | ----- | ----- |
|                                                                                              | Louis-Joseph Moreault (sortant) | Libéral      | 2 485          | 66 %  | 1 203 |
|                                                                                              | Elzéar-Auguste Côté             | Conservateur | 1 282          | 34 %  | -     |
| Total                                                                                        | Total                           | Total        | 3 767          | 100 % |       |
| Le taux de participation lors de l'élection était de 76,4 % et 22 bulletins ont été rejetés. |                                 |              |                |       |       |

|                                                                                              | Nom                   | Parti        | Nombre de voix | %      | Maj. |
| -------------------------------------------------------------------------------------------- | --------------------- | ------------ | -------------- | ------ | ---- |
|                                                                                              | Louis-Joseph Moreault | Libéral      | 1 934          | 64,5 % | 871  |
|                                                                                              | Pantaléon Morissette  | Conservateur | 1 063          | 35,5 % | -    |
| Total                                                                                        | Total                 | Total        | 2 997          | 100 %  |      |
| Le taux de participation lors de l'élection était de 67,1 % et 25 bulletins ont été rejetés. |                       |              |                |        |      |